# 오수경
오수경(1968년 10월 19일 ~ )은 대한민국의 성우이다. 1992년 KBS 23기 공채 성우로 데뷔하였다. 배우자는 성우 故 김관진이다.

## 출연작

### 애니메이션
- 건담 0080: 주머니 속 전쟁 OVA (애니박스) - 도로시
- 검정 고무신 4기 (KBS) - 어머니, 고민호
- 경계의 린네 (재능TV) - 미호
- 고 포 스피드 (재능TV) - 아진, 고은철
- 날아라 슈퍼보드 (KBS) - 우르봉, 사오순, 삐에로 요괴, 전자파 요괴
- 데빌 칠드런 (어린이TV) - 레나
- 뚝딱박사 핌 (KBS) - 순무
- 마법소녀 아르스 (애니맥스) - 메그너
- 마법소녀 위치 (SBS) - 코넬리아
- 만능 비리몽 (재능TV)
- 말괄량이 삼총사 (KBS) - 클로버
- 무지개 요정 큐티하니 (SBS)
- 브링큰 (재능TV) - 프랑코
- 블레이징 틴스 4 (재능TV) - 샌디
- 수호요정 미셸 (KBS) - 로라, 제니, 엘자
- 울트라맨 티가 (MBC 무비스) - 이르마 메구미
- 원피스 (KBS) - 어린 조로
- 천지무용 in LOVE 2 (애니박스) - 키요네
- 탑 블레이드 (SBS) - 올리비에 포란제
- 파워마스크 (KBS)
- REC (애니맥스) - 요시오카
- 숲 속 친구 스토니즈 (KBS) - 바우

### 극장용 애니메이션
- 극장판 포켓몬스터 AG: 아름다운 소원의 별 지라치 (챔프) - 마자용
- 또또와 유령친구들 - 인형
- 아나스타샤 (KBS) - 배우
- 아프리카 마법여행 - 갈라 엄마 / 보호자
- 치킨 런 (KBS)
- 토이 스토리 4 - 보니 엄마

### 영화
- 굿모닝 맨하탄 (KBS) - 미라 (닐루 소디)
- 글루미 선데이 (KBS)
- 꼬마 니콜라의 여름방학 - 니콜라 엄마 (발리에리 르메르시)
- 남자의 세계 (KBS)
- 내 마음의 수호천사 (KBS) - 랠프 (숀 P. 도나휴)
- 내 이름은 던스턴 (KBS) - 낸시(주디스 스콧)
- 더티 해리 (KBS)
- 데이비드 게일 (KBS) - 벌린 (로나 미트라) / 샤론(엘리자베스 가스트)
- 드라큘라 2000 (KBS) - 발레리 (제리 라이언)
- 러브 체인지 (KBS) - 스베타
- 러시 아워 2 (SBS) - 도박장 직원(베레나 메이)
- 마이너리티 리포트 (KBS) - 라라 (캐스린 모리스) / 앤 라이블리(제시카 하퍼)
- 매치스틱 맨 (SBS) - 은행 직원(지안니나 파시오) / 전화 음성
- 메멘토 (KBS) - 캐서린(조자 폭스) / 여자(마리안느 무엘러레일)
- 모범시민 (KBS) - 판사 (애니 콜리)
- 미션 임파서블: 폴아웃 (KBS) - 줄리아 미드(미셸 모너핸)
- 미스 에이전트 (SBS) - 앨레나(에이시아 드 마르코스) / 방송 제작진(로리 구즈다)
- 배트맨 (KBS) - 알리샤 (제리 홀)
- 벤허 (KBS) - 아테네 (루시아 히메네스)
- 벨파고 (KBS) - 여선생(크리스티나 크레빌렝)
- 분노의 질주: 언리미티드 (KBS) - 엘레나 (엘사 파타키)
- 불의 전차 (KBS) - 시빌(앨리스 크리거)
- 브라더스 (KBS) - 솔바이
- 브레이브하트 (KBS) - 이사벨라 시녀
- 브리짓 존스의 일기 (KBS) - 샤론 (샐리 필립스)
- 설원의 윌 (KBS) - 베키 (페이지 릿핀)
- 성룡의 CIA (SBS)
- 성월동화 (KBS)
- 셔터 (KBS) - 제인 (나타웨라투크 통미)
- 쉬즈 올 댓 (KBS) - 미스티 (클리어 듀발)
- 스포트라이트(KBS) - 짐의 아내(폴라 바렛) / 샤샤의 할머니(에일린 피두아) / 에일린 / 파퀸 신부의 누나 / 판사
- 시몬 (KBS) - 제인 (제니 블롱)
- 시티 오브 엔젤 (KBS) - 죽은 환자의 딸(킴 머피)
- 십계 (KBS) - 십보라 (미아 마에스트로)
- 아내는 스모왕 (SBS)
- 아메리칸 셰프 (KBS) - 젠 (에이미 세다리스)
- 야마카시 (KBS) - 아이다(아멜 제멜) / 여자(이자벨 물랑)
- 양들의 침묵 (KBS) - 스탈링의 친구(캐시 레몬스) / 마을 주민(로렌 로셀리) / 경찰(신시아 에팅거)
- 영화소년 샤오핑 (KBS) - 경찰(강산)
- 웨딩 플래너 (SBS) - 페니 (주디 그리어)
- 웰컴 (KBS) - 엄마 (베히 다나티 아타이)
- 웰컴 투 사라예보 (KBS) - 사빅(골다나 가드직)
- 유산상속 벼락부자 (SBS)
- 이지 라이더 (KBS) - 카렌 (캐런 블랙)
- 이클립스 (KBS) - 로잘리 (니키 리드)
- 인디펜던스 데이 (SBS) - 재스민 (비비카 A. 폭스)
- 왕의 춤 (KBS) - 루이 부인
- 인피니트 (KBS) - 리오나(조아나 리베이로)
- 잔 다르크 (SBS) - 카트린느 (조앤 그린우드)
- 재회 (KBS)
- 좋은 친구들 (SBS) - 모리의 아내(마고 윙클러) / 조니의 아내(프랜 맥기)
- 챈스 일병의 귀환 (KBS) - 스트로블의 아들(니콜라스 리스 아트)
- 챠이라이 미녀특공대 (KBS) - 데이지
- 천룡팔부 (SBS) - 아청(가천이)
- 첨밀밀 (KBS) - 방소정 (양공여)
- 쿼바디스 도미네 (KBS) - 포페아(이그니즈카 와그너)
- 키핑 더 페이스 (KBS) - 데비(캐서린 로이드 번즈)
- 킬러의 보디 가드 2 (KBS) - 베로니카(개브리엘라 라이트) / 정신과 의사(리베카 프런트)
- 트랩트 (KBS) - 히키 부인 (코트니 러브)
- 패닉 룸 (KBS) - 리디아 (앤 매그너슨)
- 패컬티 (KBS) - 스토클리 (클리어 듀발)
- 프로젝트 님 (KBS) - 로라 앤 페티토, 앨리스 무어
- 하나 그리고 둘 (KBS) - 윈윈
- 하루, 48시간 (KBS) - 로라 (카트린느 야곱)
- 헌티드 힐 (KBS) - 방송 기자(리사 롭) / 프라이스의 비서(지네트 루이스)
- 화성아이, 지구아빠 (KBS) - 할리 (어맨다 피트)
- 화소도 (KBS)
- FBI 기동타격대 (SBS)

### 외화
- 경감 메그레(KBS) - 아델(가브리엘라 폰) / 마리아(아나마리아 마린카) / 클레어(도로시 앳킨슨) / 조조(완다 오팔린스카) / 타냐(캐시 클레어) / 디사드(사라 케스틀먼)
- 닥터 후 (KBS) - 바스트라(니브 매킨토시)
- 닥터 포스터 (KBS) - 젬마(슈란느 존스)
- 대지의 기둥 (KBS) - 리건(사라 패리쉬)
- 대지진 10.5(KBS) - 레이첼(에린 카플럭)
- 리썰 웨폰(KBS) - 카힐(조대나 브루스터) / 변호사
- 메가레인저 (SBS) - 알파
- 삼국지 (KBS) - 동귀비, 대교
- 샌디베이의 악동들 (KBS) - 엘리자베스(브리짓 네빌)
- 아틀란티스 (KBS) - 파시파에
- 어글리 베티 (KBS)
- 울트라맨 티가 (MBC 무비스) - 이르마 메구미
- 찰리 제이드 (KBS) - 리나 (패트리샤 맥켄지)
- 초한지 (KBS) - 큰 형수
- 토치우드 (KBS) - 레이첼
- 판관 포청천 (KBS) - 정소영 (적앵)
- 프라이미벌 (KBS) - 크리스틴
- 한여름 밤의 꿈 (KBS) - 히폴리터(엘리노어 마츠우라)

### 방송
- 여유만만 (KBS)
- KBS 무대 10년(알파맘 수난기) (KBS 제2라디오)